# Plants vs. Zombies 2: It's About Time
Plants vs. Zombies 2: It's About Time (também conhecido pela abreviação PvZ2) é um jogo do gênero tower defense criado pela PopCap Games. É a continuação de Plants vs. Zombies. O jogo apresenta o mesmo estilo de jogabilidade do primeiro, mas os gráficos e a trama são diferentes. Atualmente está disponível para celulares com sistema operacional iOS e Android.
Lançado em 15 de agosto de 2013, Android (lançado em 12 de setembro de 2013) e para Xbox One (lançado em 16 de fevereiro de 2016). O jogo tem uma temática voltada para invasões zumbis, assim como no primeiro jogo da série, mas em diferentes Eras da História. Ganhou os prêmios de: "Melhor em dispositivos móveis na E3", "Melhor em dispositivos móveis de 2013" e "Jogo do ano de 2013". Também foi nomeado o melhor app da App Store em 2013.

## Recepção
No ano em que foi lançado, o jogo foi muito bem recebido. Foi nomeado como Melhor em dispositivos móveis na E3 e avaliado com a nota 9.25/10 pelo site Game Informer. Além disso, disse que o jogo é uma Sequela tão popular quanto Plants vs Zombies. O site Mashable classificou o jogo como Melhor em dispositivos móveis de 2013 e disse que era uma Sequela que Valeu a Espera. As resenhas do Google Play deram ao jogo a nota 4,4/5. Foi classificado pelo site Slide to Play como Jogo do ano de 2013. O Metacritic calcula que a nota média dada pelos sites de crítica é de 86/100. Hoje, o jogo já conta com mais de 100 milhões de downloads.

## Trama
O vizinho do jogador Dave Doidão (em inglês: Crazy Dave), após achar molho picante para seu Taco, é tomado de empolgação para viajar no tempo para comê-lo de novo. Ele cria uma máquina do tempo conhecida como Penny, infelizmente eles são mandados para 4000 anos antes, na era do Egito Antigo. Para piorar, essa era se tornou repleta de zumbis. Você deve ajudar Dave a encontrar seu Taco enquanto viaja no tempo.

## Jogabilidade
A jogabilidade é muito parecida com a de Plants vs Zombies, você pode montar sua defesa com plantas de vários tipos. Você pode batalhar em cenários com elementos como lápides, pranchas (em que certas plantas não podem ser plantadas), carrinhos de mineração, "quadrados do poder", tempo noturno (sem queda de sóis), água, ventos frios, blocos deslizantes, quadrados dourados (produzem sóis), adubo (que torna as plantas mais poderosas), armadilhas e melodias que ativam certas habilidades dos zumbis quando tocadas. Tudo isso se encontra no modo principal do jogo e nas "áreas infinitas". Existem também eventos diários conhecidos como Festas Piñatas e o minigame do Quebra-Vasos.

## Eras do Jogo
Casa do Jogador
É nessa área onde o jogo começa, é um tutorial onde um jogador inexperiente pode aprender sobre a jogabilidade, se o jogador optar por não jogar o tutorial ele será mandado para a última fase do mundo.
Dificuldade: Muito Fácil.

### Egito Antigo (Ancient Egypt)
É o mundo baseado no ano de 1987 a.C. (4000 anos antes de 2013), é uma era repleta de zumbis baseados em múmias e deuses egípcios. É um mundo com um total de 25 fases, (2 fases de chefões).
Descrição do mundo "Os zumbis estão infestando uma das civilizações mais antigas da Terra! Derrube monstros mumificados e muito mais sob o sol escaldante do Egito, ali pelo ano 2.500 A.C.!"
Dificuldade: 2-Fácil

### Mar dos Piratas (Pirate Seas)
Também possui 25 fases (2 fases de chefões) e está cheio de zumbis baseados em tripulantes piratas.
Descrição do mundo "1679: A era de ouro da pirataria zumbi! Mantenha seu butim por perto e suas plantas ainda mais, porque os zumbis navegam para saquear seus miolos!"
Dificuldade: 2-Fácil.

### Velho Oeste (Wild West)
Também possui 25 fases (2 fases de chefões) e está repleto de zumbis relacionadas a cowboys e elementos do faroeste.
Descrição do mundo "Siga pelo caminho empoeirado para confrontar os zumbis foras-da-lei de tempos passados! Junte suas plantas para a grande Corrida dos Miolos de 1850!"
Dificuldade: 3-Médio.

### Futuro Distante (Far Future)
É o mundo teórico sobre o ano de 2323. Também possui 25 fases (2 fases de chefões) e está cheio de zumbis baseados em astronautas, robôs e pessoas do futuro.
Descrição do mundo "No ano de 2323, os zumbis transformaram a remoção de miolos em uma ciência! Será que as plantas do futuro podem salvar você dos zumbis de amanhã?!"
Dificuldade: 3-Médio.

### Idade das Trevas (Dark Ages)
Possui 20 fases (2 fases de chefões) e está repleto de zumbis baseados em figuras medievais e criaturas mitológicas.
Descrição do mundo "Venha para o ano de 948! Pegue cogumelos na calada da noite e acabe com os zumbis medievais dos dias de outrora!"
Dificuldade: 4-Difícil.

### Praia da Boa Onda (Big Wave Beach)
Possui 32 fases (2 fases de chefões) e está repleto de zumbis baseados em banhistas, criaturas marinhas, surfistas e pescadores.
Descrição do mundo "Viaje de volta aos anos de 1960 e pegue umas ondas! A maré está mudando e zumbis nojentos tornaram as águas perigosas!"
Dificuldade: 5-Extremamente Difícil.

### Cavernas da Geladura (Frostbite Caves)
Possui 30 fases (2 fases de chefões) e está repleto de zumbis baseados em homens das cavernas, animais extintos e povos do gelo.
Descrição do mundo "Explore terras pré-históricas congeladas e fique frio com os zumbis mais gelados de sempre. Cuidado com os ventos glaciais ou suas plantas vão ficar congeladas."
Dificuldade: 3-Médio.

### Cidade Perdida (Lost City)
Também possui 32 fases (2 fases de chefões) e está repleto de zumbis baseados em arqueólogos, pilotos e pessoas de alto poder aquisitivo.
Descrição do mundo "Descubra a cidade dourada perdida com luz do sol e zumbis em abundância! Utilize quadrados especiais para obter sóis extras, pois estes aventureiros sedentos por tesouros não serão tarefa fácil!"
Dificuldade: 3-Médio.

### Turnê Idade da Juba (Turnê das Fitas Cassete ou Neon Mixtape Tour)
O mundo se passa nos anos 80. Também possui 32 fases (2 fases de chefões) e está repleto de zumbis baseados em músicos, dançarinos e fliperamas.
Descrição do mundo "Encha o estoque com spray fixador de cabelo e volte aos anos 1980! Com música providenciada por sintetizadores e zumbis vorazes radicais, esta festa medonha vai te deixar morto de cansado!"
Dificuldade: 4-Difícil.

### Pântano Jurássico (Jurassic Marsh)
Também possui 32 fases (2 fases de chefões) e está repleto de zumbis baseados em homens das cavernas (Mas em um contexto cartunesco, já que o mundo também possui dinossauros que podem ajudar os zumbis.)
Descrição do mundo "O chão treme com as pisadas destes terríveis lagartos! Os dinossauros dominam, provocando zumbis pré-históricos para um frenesi de antipatia ancestral!"
Dificuldade: 4-Difícil.

### Vida Moderna (Modern Day)
Essa é a era em que você fará o tutorial do jogo e também o último mundo do jogo, atualmente possui 34 fases(4 fases de chefões) e zumbis de todos os mundos, incluindo alguns zumbis da sua Prequela.
Descrição do mundo "É o princípio do fim! Volte momentos antes do instante em que você partiu e encare uma mistureba total de zumbis de todas as eras!"
Dificuldade: 5-Extremamente Difícil.

## Plantas[5][8]

### Tutorial
São as primeiras plantas do jogo, se o jogador jogar o tutorial começara com a Disparervilha e desbloqueará as outras plantas nas fases seguintes, se o jogador optar por não jogar o tutorial receberá todas as cinco plantas e irá para a ultima fase do tutorial.
|   | Planta                      | Imagem | Efeito                                                                         |
| 1 | Disparaervilha (Peashooter) |        | Dispara ervilhas contra os zumbis                                              |
| 2 | Girassol (Sunflower)        |        | Produz sóis que poderão ser utilizados para plantar plantas.                   |
| 3 | Noz-Obstáculo (Wall-Nut)    |        | Protege outras plantas dos zumbis.                                             |
| 4 | Batatamina (Potato-Mine)    |        | Leva um tempo para se preparar, mas depois desse tempo, explode com o contato. |
| 5 | Repolhopulta (Cabbage-Pult) |        | Arremessa repolhos sobre os zumbis.                                            |

### Egito Antigo
Na era do Egito Antigo, 6 plantas são desbloqueadas:
|   | Planta                            | Imagem                  | Efeito                                                        |
| 1 | Flormerangue (Bloomerang)         | (imagem a ser incluída) | Atira bumerangues que podem danificar zumbis mais de uma vez. |
| 2 | Alfaiceberg (Iceberg-Lettuce)     | (imagem a ser incluída) | Congela zumbis por meio do contato físico.                    |
| 3 | Come-Cova (Grave Buster)          | (imagem a ser incluída) | Remove covas para permitir o plantio.                         |
| 4 | Repolho-Boxeador (Bonk-Choy)      | (imagem a ser incluída) | Soca os zumbis próximos para causar dano.                     |
| 5 | Duplervilha (Repeater)            | (imagem a ser incluída) | Dispara 2 ervilhas em um único ataque.                        |
| 6 | Girassóis Gêmeos (Twin Sunflower) | (imagem a ser incluída) | Produz 2 sóis de uma vez.                                     |

### Mar dos Piratas
Na era do Mar dos Piratas, 8 plantas são desbloqueadas:
|   | Planta                          | Imagem                  | Efeito                                              |
| 1 | Milhopulta (Kernel-Pult)        | (imagem a ser incluída) | Arremessa milhos ou manteiga sobre os zumbis.       |
| 2 | Boca-de-Dragão (Snap Dragon)    | (imagem a ser incluída) | Danifica zumbis com seu sopro flamejante.           |
| 3 | Erva-Espinho (Spikeweed)        | (imagem a ser incluída) | Espeta os zumbis pisando sobre ela.                 |
| 4 | Feijão-Mola (Spring Bean)       | (imagem a ser incluída) | Empurra os zumbis para trás.                        |
| 5 | Canhão de Coco (Coconut Cannon) | (imagem a ser incluída) | Toque para disparar um coco explosivo.              |
| 6 | Triplervilha (Threepeater)      | (imagem a ser incluída) | Dispara 3 ervilhas em diferentes linhas.            |
| 7 | Pedra-Espinho (Spikerock)       | (imagem a ser incluída) | Espeta com muita força os zumbis pisando sobre ela. |
| 8 | Cerejas-Bomba (Cherry-Bomb)     | (imagem a ser incluída) | Explodem em uma área de 3x3 quadrados.              |

### Velho Oeste
Na era do Velho Oeste, 7 plantas são encontradas:
|   | Planta                           | Imagem                  | Efeito                                                                  |
| 1 | Bidisparaervilha (Split-Pea)     | (imagem a ser incluída) | Atira ervilhas para frente e para trás.                                 |
| 2 | Feijão Picante (Chili Bean)      | (imagem a ser incluída) | Os zumbis que o comem são derrotados e liberam um gás.                  |
| 3 | Vagem (Pea Pod)                  | (imagem a ser incluída) | Plante várias vezes em um mesmo lugar para aumentar o poder de disparo. |
| 4 | Junco Relâmpago (Lightning Reed) | (imagem a ser incluída) | Eletrifica zumbis e Galinhas.                                           |
| 5 | Melancipulta (Melon-Pult)        | (imagem a ser incluída) | Arremessa melancias sobre os zumbis.                                    |
| 6 | Noz Gigante (Tall-Nut)           | (imagem a ser incluída) | Protege plantas e bloqueia zumbis de voo rasteiro.                      |
| 7 | Gelancia (Winter Melon)          | (imagem a ser incluída) | Arremessa melancias congeladas sobre os zumbis.                         |

### Futuro Distante
Na era do Futuro Distante, 7 plantas são encontradas:
|   | Planta                            | Imagem                  | Efeito                                                                  |
| 1 | Feijão Laser (Laser Bean)         | (imagem a ser incluída) | Dispara lasers que atingem vários zumbis.                               |
| 2 | Turbinada (Blover)                | (imagem a ser incluída) | Bane todos os zumbis voadores no gramado.                               |
| 3 | Cidra (Citron)                    | (imagem a ser incluída) | Dispara poderosas esferas de plasma.                                    |
| 4 | P.E.sseM. (E.M.P.each)            | (imagem a ser incluída) | Desativa máquinas e zumbis robóticos.                                   |
| 5 | Infinoz (Infinut)                 | (imagem a ser incluída) | É menos resistente que a noz normal, mas se regenera ao longo do tempo. |
| 6 | Lente de Grama (Magnifying Grass) | (imagem a ser incluída) | Toque para gastar sóis e disparar um pulso luminoso.                    |
| 7 | Quadranabo (Tile Turnip)          | (imagem a ser incluída) | Cria um quadrado do poder.                                              |

### Idade das Trevas
Na Idade das Trevas, 5 plantas são desbloqueadas:
|   | Planta                    | Imagem                  | Efeito                                                                    |
| 1 | Solargumelo (Sun-shroom)  | (imagem a ser incluída) | Cresce e cria sóis proporcionais ao seu tamanho.                          |
| 2 | Soprogumelo (Puff-shroom) | (imagem a ser incluída) | Dispara esporos a uma distância limitada e desaparece depois de um tempo. |
| 3 | Gasogumelo (Fume-Shroom)  | (imagem a ser incluída) | Atira nuvens de esporos que danificam zumbis a uma distância limitada.    |
| 4 | Feijão Solar (Sun Bean)   | (imagem a ser incluída) | Quando comido, faz um zumbi liberar sóis.                                 |
| 5 | Imãgumelo (Magnet-Shroom) | (imagem a ser incluída) | Remove a armadura metálica dos zumbis.                                    |

### Praia da Boa Onda
Na Praia da Boa Onda, 5 plantas são desbloqueadas:
|   | Planta                          | Imagem                  | Efeito                                                             |
| 1 | Vitória-Régia (Lily Pad)        | (imagem a ser incluída) | Permite que outras plantas sejam plantadas sobre a água.           |
| 2 | Emaranhalga (Tangle Kelp)       | (imagem a ser incluída) | Afoga um único zumbi.                                              |
| 3 | Bulboliche (Bowling Bulb)       | (imagem a ser incluída) | Atira bulbos que mudam sua trajetória quando batem nos zumbis.     |
| 4 | Guacodilo (Guacodile)           | (imagem a ser incluída) | Dispara sementes e sai mordendo zumbis com o contato físico.       |
| 5 | Lança Bananas (Banana-Launcher) | (imagem a ser incluída) | Toque no Lança Bananas e toque em um quadrado para mirar e atirar. |

### Cavernas da Geladura
Na Cavernas da Geladura, 5 plantas são desbloqueadas:	
|   | Planta                     | Imagem                  | Efeito                                           |
| 1 | Batata-Quente (Hot Potato) | (imagem a ser incluída) | Descongela outras plantas.                       |
| 2 | Pimentapulta (Pepper-Pult) | (imagem a ser incluída) | Arremessa pimentões flamejantes sobre os zumbis. |
| 3 | Beteguarda (Chard Guard)   | (imagem a ser incluída) | Protege plantas e arremessa zumbis para trás.    |
| 4 | Cebafão (Stunion)          | (imagem a ser incluída) | Atordoa zumbis com o seu bafo.                   |
| 5 | Nabolhadora (Rotobaga)     | (imagem a ser incluída) | Dispara pedaços em 4 diagonais.                  |

### Cidade Perdida
Na Cidade Perdida, 5 plantas são desbloqueadas:	
|   | Planta                         | Imagem                  | Efeito                                                                                              |
| 1 | Ferrão Escarlate (Red Stinger) | (imagem a ser incluída) | Pode ser defensiva ou ofensiva, dependendo da coluna onde foi plantada.                             |
| 2 | A.K.E.E. (A.K.E.E.)            | (imagem a ser incluída) | Dispara sementes que pulam de um zumbi para outro.                                                  |
| 3 | Cendurião (Endurian)           | (imagem a ser incluída) | Protege plantas e danifica zumbis com o contato físico.                                             |
| 4 | Atordália (Stallia)            | (imagem a ser incluída) | Atordoa vários zumbis com o seu perfume.                                                            |
| 5 | Folha de Ouro (Gold Leaf)      | (imagem a ser incluída) | Cria um quadrado dourado. Plantas plantadas em um quadrado dourado produzem sois ao longo do tempo. |

### Turnê Idade da Juba
Na Turnê Idade da Juba, 6 plantas são desbloqueadas:	
|   | Planta                              | Imagem                  | Efeito                                                                   |
| 1 | Beat Rhaba (Phat Beet)              | (imagem a ser incluída) | Esmurra dano em questão de segundos.                                     |
| 2 | Aipo Algoz (Celery Stalker)         | (imagem a ser incluída) | Espanca os zumbis por trás.                                              |
| 3 | Cronotomilho (Thyme Warp)           | (imagem a ser incluída) | Retrocede o tempo, mandando zumbis de volta para onde estavam.           |
| 4 | Alho (Garlic)                       | (imagem a ser incluída) | Faz os zumbis mudarem suas linhas.                                       |
| 5 | Esporogumelos (Spore-Shroom)        | (imagem a ser incluída) | Dispara esporos que quando derrotam um zumbi criam outros Esporogumelos. |
| 6 | Cenoura do Poder (Intensive Carrot) | (imagem a ser incluída) | Revive plantas devoradas.                                                |

### Pântano Jurássico
No Pântano Jurássico, 5 plantas são desbloqueadas:
|   | Planta                                       | Imagem                  | Efeito                                                                             |
| 1 | Disparaervilha Primitiva (Primal Peashooter) | (imagem a ser incluída) | Dispara ervilhas grandes que de vez em quando empurram zumbis para trás.           |
| 2 | Noz Obstáculo Primitiva (Primal Wall-Nut)    | (imagem a ser incluída) | Custa 25 sois a mais que a noz normal, mas possui tempo de recarga bem menor.      |
| 3 | Perfumogumelo (Perfume-Shroom)               | (imagem a ser incluída) | Libera nuvens de perfume que hipnotizam todos os dinossauros em uma linha.         |
| 4 | Girassol Primitivo (Primal Sunflower)        | (imagem a ser incluída) | Produz sois gigantes, que dão 75 sois ao invés de 50.                              |
| 5 | Batatamina Primitiva (Primal Potatomine)     | (imagem a ser incluída) | É mais cara que a Batatamina padrão, mas causa uma explosão em área quando armada. |

### Vida Moderna
Na Vida Moderna, 5 plantas são desbloqueadas:
|   | Planta                        | Imagem                  | Efeito |
| 1 | Dama da Noite (Moonflower)    | (imagem a ser incluída) | Produz sóis e dá poder às plantas das sombras.                                                                      |
| 2 | Beladona Sombria (Nightshade) | (imagem a ser incluída) | Dispara pétalas que danificam zumbis.                                                                               |
| 3 | Sombragumelo (Shadow-Shroom)  | (imagem a ser incluída) | Envenena os zumbis ao ser devorado. O veneno ignora a armadura de zumbis como o zumbi All Star e o Cabeça de Balde. |
| 4 | Coveirosa (Dusk Rose)         | (imagem a ser incluída) | Puxa zumbis para baixo da terra.                                                                                    |
| 5 | Morteira (Dusk Lobber)        | (imagem a ser incluída) | Lança projéteis que causam dano em área.                                                                            |

### Plantas Premium
No jogo, há certas plantas que necessitam de dinheiro real. São elas:	
|    | Planta                                       | Imagem                  | Efeito |
| 1  | Gelervilha (Snow Pea)                        | (imagem a ser incluída) | Dispara ervilhas congeladas que fazem os zumbis ficarem mais lentos por um período de tempo.                                              |
| 2  | Lírio-Fertilizante (Power-Lily)              | (imagem a ser incluída) | Cria um adubo. |
| 3  | Tronco Flamejante (Torchwood)                | (imagem a ser incluída) | Transforma ervilhas em ervilhas Flamejantes.                                                                                              |
| 4  | Imitadora (Imitater)                         | (imagem a ser incluída) | Permite que o jogador possua 2 plantas iguais em uma fase.                                                                                |
| 5  | Carnívora (Chomper)                          | (imagem a ser incluída) | Devora zumbis. |
| 6  | Rãgumelo (Toadstool)                         | (imagem a ser incluída) | Devora zumbis e produz sóis. |
| 7  | Morangranada (Strawburst)                    | (imagem a ser incluída) | Toque para disparar e criar uma explosão pequena média ou arrasadora (Disponível apenas durante As Noites de Férias, o evento de Férias). |
| 8  | Cacto (Cactus)                               | (imagem a ser incluída) | Atira um espinho penetrante e se esconde para espetar os zumbis que pisam sobre ele.                                                      |
| 9  | Amora Elétrica (Electric Blueberry)          | (imagem a ser incluída) | Eletrocuta um zumbi aleatório. |
| 10 | Lanterror (Jack-o-Lantern)                   | (imagem a ser incluída) | Toque para queimar zumbis a uma distância limitada (Disponível apenas durante O Gramado da Perdição, o evento de Dia das Bruxas).         |
| 11 | Tiruvão (Grapeshot)                          | (imagem a ser incluída) | Explode e dispara projéteis ricocheteantes em 8 direções.                                                                                 |
| 12 | Boca-de-Dragão Gelado (Cold Snapdragon)      | (imagem a ser incluída) | Libera um vento frio, danificando zumbis nos quadrados adjacentes.                                                                        |
| 13 | Fugaíz (Escape Root)                         | (imagem a ser incluída) | Troca de lugar com outra planta. |
| 14 | Broto Dourado (Gold Bloom)                   | (imagem a ser incluída) | Produz uma explosão de sóis instantaneamente.                                                                                             |
| 15 | Chicote de Wasabi (Wasabi Whip)              | (imagem a ser incluída) | Chicoteia tanto pra frente quanto pra trás.                                                                                               |
| 16 | Hulkiwi (Kiwibeast)                          | (imagem a ser incluída) | Fica mais poderoso quando atacado. |
| 17 | Maçã-morteiro (Apple Mortar)                 | (imagem a ser incluída) | Dispara caroços atordoantes em 3 fileiras.                                                                                                |
| 18 | Bruxavelã (Witch Hazel)                      | (imagem a ser incluída) | Transforma Zumbis em Soprogumelos. |
| 19 | Pastigarra (Parsnip)                         | (imagem a ser incluída) | Corta os zumbis com sua garra. |
| 20 | Viscoguete (Missile Toe)                     | (imagem a ser incluída) | Lança foguetes gelados. |
| 21 | Psicouve (Caulipower)                        | (imagem a ser incluída) | Hipnotiza zumbis. |
| 22 | Disparervilha Elétrica (Electric Peashooter) | (imagem a ser incluída) | Dispara ervilhas elétricas. |
| 23 | Murazevinho (Holly Barrier)                  | (imagem a ser incluída) | Lança Barreiras de Azevinho nos zumbis.                                                                                                   |

No jogo algumas plantas são compradas com gemas (item do jogo), são elas:
|    | Planta                                   | Imagem                  | Efeito |
| 1  | Esmagadora (Squash)                      | (imagem a ser incluída) | Esmaga zumbis quando eles chegam perto.                                                                                           |
| 2  | Pimenta (Jalapeno)                       | (imagem a ser incluída) | Reduz todos os zumbis de uma linha a poeira.                                                                                      |
| 3  | Hipnogumelo (Hypno-Shroom)               | (imagem a ser incluída) | Faz os zumbis atacarem outros zumbis quando comido.                                                                               |
| 4  | Nozervilha (Pea-Nut)                     | (imagem a ser incluída) | Protege plantas e dispara ervilhas.                                                                                               |
| 5  | Espinho Guiado (Homing-Thistle)          | (imagem a ser incluída) | Dispara um espinho que persegue o zumbi mais próximo de sua casa.                                                                 |
| 6  | Pimenta-Fantasma (Ghost-Pepper)          | (imagem a ser incluída) | Assombra zumbis e explode depois de um tempo (Disponível apenas durante O Gramado da Perdição, o evento de Dia das Bruxas).       |
| 7  | Batata-Doce (Sweet Potato)               | (imagem a ser incluída) | Protege plantas e atrai zumbis para suia linha (Disponível apenas durante A Guerra de Comida, o evento de Dia de Ação de Graças). |
| 8  | Lança-Seiva (Sap-Fling)                  | (imagem a ser incluída) | Arremessa seiva que retarda o movimento dos zumbis (Disponível apenas durante Os Dias de Feastivus, o evento de Natal).           |
| 9  | Furacouve (Hurrikale)                    | (imagem a ser incluída) | Manda zumbis para o início do gramado usando um vento gelado.                                                                     |
| 10 | Disparaervilha de Fogo (Fire Peashooter) | (imagem a ser incluída) | Dispara ervilhas flamejantes. |
| 11 | Goialava (Lava Guava)                    | (imagem a ser incluída) | Explode criando uma poça de lava que causa dano a zumbis que pisam nela.                                                          |
| 12 | Violeta Encolhedora (Shrinking Violet)   | (imagem a ser incluída) | Encolhe os Zumbis, deixando-os mais fracos.                                                                                       |
| 13 | Groselhétrica (Electric Currant)         | (imagem a ser incluída) | Cria cercas elétricas. |

## Plantas Que Custam Pacotes de Sementes
|    | Planta                                       | Imagem                  | Efeito |
| -- | -------------------------------------------- | ----------------------- | --- |
| 1  | Carambola (Starfruit)                        | (imagem a ser incluída) | Atira estrelas em 5 direções diferentes. |
| 2  | Dente-de-Leão (Dandelion)                    | (imagem a ser incluída) | Libera sementes explosivas e libera um golpe massivo quando é usada a Turbinada ou o Furacouve (Disponível apenas durante Primavera vs Zumbis, o evento de Páscoa). |
| 3  | Flor-Coração (Blooming Heart)                | (imagem a ser incluída) | Lança Corações Nos Zumbis (Disponível durante o evento de São Valentim). |
| 4  | Bombarromã (Bombegranate)                    | (imagem a ser incluída) | Explode e deixa sementes explosivas. |
| 5  | Noxplosiva (Explode-o-nut)                   | (imagem a ser incluída) | Explode quando Comida. |
| 6  | Aloé (Aloe)                                  | (imagem a ser incluída) | Cura as Plantas. |
| 7  | Tâmaramante (Hot Date)                       | (imagem a ser incluída) | Atrai e queima zumbis. |
| 8  | Tomate Solar (Solar Tomato)                  | (imagem a ser incluída) | Atordoa zumbis e faz com que derrubem sóis. |
| 9  | Esclareci-menta (Enlighten-mint)             | (imagem a ser incluída) | Reforça plantas solares. |
| 10 | Disparervilha das Trevas (Shadow Peashooter) | (imagem a ser incluída) | Dispara projéteis perfurantes que desaceleram. |
| 11 | Disparervilha Gosmenta (Goo Peashooter)      | (imagem a ser incluída) | Dispara ervilhas venenosas. |
| 12 | Estilinguervilha (Sling Pea)                 | (imagem a ser incluída) | Dispara 5 ervilhas no tabuleiro todo. |
| 13 | Guilhotinervilha (Snap Pea)                  | (imagem a ser incluída) | Come zumbis e cospe as cabeças fora. |
| 14 | Zumbi-soja (Zoybean Pod)                     | (imagem a ser incluída) | Cultive uma safra de zumboides. |
| 15 | Margatordoantes (Dazey Chain)                | (imagem a ser incluída) | Dispara gases atordoantes. |
| 16 | Eletrici-mélia (Electrici-tea)               | (imagem a ser incluída) | Eletrocuta Zumbis até ser devorada. |
| 17 | Trepadeira Explosiva (Blastberry Vine)       | (imagem a ser incluída) | Dispara Bombinhas nos zumbis. |
| 18 | Quibrabo (Pokra)                             | (imagem a ser incluída) | Golpes perfurantes de velocidade crescente. |
| 19 | Pera-Judica (Imp Pear)                       | (imagem a ser incluída) | Transforma zumbis em zumbinhos. |
| 20 | Trepardente (Pyre Vine)                      | (imagem a ser incluída) | Aquece e inflama. |
| 21 | Abóbora (Pumpkin)                            | (imagem a ser incluída) | Cerca e protege. |
| 22 | Broto Gelado (Ice Bloom)                     | (imagem a ser incluída) | Transforma zumbis em blocos de gelo. |
| 23 | Dardochofra (Dartichoke)                     | (imagem a ser incluída) | Lança Projéteis guiados nos zumbis. |
| 24 | Ultomate (Ultomato)                          | (imagem a ser incluída) | Recarrega e lança um raio. |
| 25 | Nozclete (Gumnut)                            | (imagem a ser incluída) | Lança chicletes nos zumbis. |
| 26 | Trepadeira Brilhante (Shine Vine)            | (imagem a ser incluída) | Protege e produz sóis. |
| 27 | Salsola Rolante (Tumbleweed)                 | (imagem a ser incluída) | Pode ser combinada com o Tronco Flamejante. |
| 28 | Carfosso de Oliveira (Olivepit)              | (imagem a ser incluída) | Enterra-se no chão e age como uma armadilha, engolindo qualquer zumbi que a atravessa. Depois de se enterrar, o Carfosso de Oliveira cuspe constantemente o azeite que diminui a velocidade dos zumbis.                                                                      |
| 29 | Soprobola (Puffball)                         | (imagem a ser incluída) | Explode quando plantada, causando dano venenoso aos zumbis em três colunas diferentes. |
| 30 | Vinha Explosiva (Explode-o-vine)             | (imagem a ser incluída) | Quando plantada, a Vinha Explosiva libera uma explosão em seu ladrilho que repele qualquer zumbi próximo e mata aqueles com vida baixa o suficiente. Quando a Vinha Explosiva for comida, ela explodirá e causará uma grande quantidade de dano a zumbis em uma área de 3x3. |
| 31 | Macabradâmia (Murkadamia Nut)                | (imagem a ser incluída) | Macabradâmias são plantas sombrias defensivas que, quando alimentadas, criam escuridão gelatinosa para causar dano aos zumbis que atacam. |
| 32 | Perupulta (Turkeypult)                       | (imagem a ser incluída) | Perupultas lançam perus de tofu que causam danos aos zumbis e, em seguida, avançam pela estrada para causar danos a ainda mais zumbis. |
| 33 | Boingsétia (Boingsetta)                      | (imagem a ser incluída) | Empurra para trás e causa calafrio em zumbis. |
| 34 | Alface Amanteigada (Headbutter Lettuce)      | (imagem a ser incluída) | detona zumbis adiante e na retaguarda, e, ocasionalmente, os besunta de manteiga. |
| 35 | Abracaflora (Hocus Crocus)                   | (imagem a ser incluída) | usa truques de pétalas com muita esperteza e manha para encantar os zumbis próximos da sua casa e fazê-los voltar ao lado deles do gramado. |
| 36 | Bombarroz Grudenta (Sticky Bomb Rice)        | (imagem a ser incluída) | lança nos zumbis bombas de arroz grudento com temporizadores |

## Zumbis[8]

### Egito Antigo
No Egito Antigo, 15 zumbis podem ser vistos:
|    | Zumbi                                             | Imagem                  | Efeito |
| 1  | Zumbi Múmia (Mummy Zombie)                        | (imagem a ser incluída) | Zumbi egípcio mumificado.                                                                                                 |
| 2  | Múmia Cabeça-de-Cone (Conehead Mummy)             | (imagem a ser incluída) | O cone dá ao zumbi proteção extra.                                                                                        |
| 3  | Múmia Cabeça-de-Balde (Buckethead Mummy)          | (imagem a ser incluída) | O balde dá uma grande proteção adicional ao zumbi.                                                                        |
| 4  | Múmia Porta-Bandeira (Flag Mummy)                 | (imagem a ser incluída) | Anuncia a chegada de uma grande horda de zumbis mumificados.                                                              |
| 5  | Zumbi Rá (Ra Zombie)                              | (imagem a ser incluída) | Tenta roubar sóis que estão caindo do céu.                                                                                |
| 6  | Zumbis do Camelo (Camel Zombies)                  | (imagem a ser incluída) | Geralmente aparecem em grupos, sempre carregando placas de argila.                                                        |
| 7  | Zumbi Faraó (Pharaoh Zombie)                      | (imagem a ser incluída) | Se torna mais rápido quando seu denso sarcófago é destruído.                                                              |
| 8  | Zumbi Criador de Covas (Tomb-Raiser Zombie)       | (imagem a ser incluída) | Cria covas. |
| 9  | Zumbi Explorador (Explorer Zombie)                | (imagem a ser incluída) | Carrega uma Tocha que pode queimar suas plantas.                                                                          |
| 10 | Múmia Zumbinho (Imp Mummy)                        | (imagem a ser incluída) | Pequeno Zumbi mumificado que sai correndo pelo gramado após ser arremessado.                                              |
| 11 | Zumbi Devorador Mumificado (Mummified Gargantuar) | (imagem a ser incluída) | Zumbi enorme que esmaga plantas com um sarcófago.                                                                         |
| 12 | Esfingenadora Zumbô (Zombot Sphinxinator)         | (imagem a ser incluída) | A destruidora de plantas vinda das areias antigas. Atira mísseis que criam covas e apresenta grande resistência (Chefão). |
| 13 | Zumbi de Comício Egípcio (Egypt Rally Zombie)     | (imagem a ser incluída) | Ele comemora com maior vigor e truculência a chegada de uma nova onda de bandidos enfaixados.                             |
| 14 | Zumbi Cabeça de Pirâmide (Pyramid Head Zombie)    | (imagem a ser incluída) | O equipamento piramidal fornece maior proteção.                                                                           |
| 15 | Zumbi Tocheiro (Torchlight Zombie)                | (imagem a ser incluída) | Carrega uma tocha que destrói plantas instantaneamente e queima a terra.                                                  |

### Mar dos Piratas
No Mar dos Piratas, 16 zumbis podem ser vistos:
|    | Zumbi                                           | Imagem                  | Efeito                                                                                        |
| 1  | Zumbi Pirata (Pirate Zombie)                    | (imagem a ser incluída) | Zumbi comum dos sete mares.                                                                   |
| 2  | Pirata Cabeça-de-Cone (Conehead Pirate)         | (imagem a ser incluída) | O cone dá ao zumbi proteção extra.                                                            |
| 3  | Pirata Cabeça-de-Balde (Buckethead Pirate)      | (imagem a ser incluída) | O balde dá uma grande proteção adicional ao zumbi.                                            |
| 4  | Pirata Porta-Bandeira (Flag Pirate)             | (imagem a ser incluída) | Anuncia a chegada de uma grande horda de zumbis piráticos.                                    |
| 5  | Zumbi Corsário (Swashbuckler Zombie)            | (imagem a ser incluída) | Pode se adiantar em 4 quadrados (possui chances de falha).                                    |
| 6  | Zumbi da Gaivota (Seagull Zombie)               | (imagem a ser incluída) | Voa por cima de plantas rasteiras.                                                            |
| 7  | Zumbi Rolador de Barril (Barrel-Roller Zombie)  | (imagem a ser incluída) | Empurra um barril com zumbinhos.                                                              |
| 8  | Zumbi Capitão Pirata (Pirate-Captain Zombie)    | (imagem a ser incluída) | Libera um papagaio zumbi.                                                                     |
| 9  | Papagaio Zumbi (Zombie Parrot)                  | (imagem a ser incluída) | Pode roubar suas plantas.                                                                     |
| 10 | Canhão de Zumbinhos (Parrot Zombie)             | (imagem a ser incluída) | Dispara zumbinhos em suas defesas.                                                            |
| 11 | Zumbinho Pirata (Imp Pirate)                    | (imagem a ser incluída) | Pequeno Zumbi pirata que sai correndo pelo gramado após ser arremessado.                      |
| 12 | Zumbi Devorador Pirata (Pirate Gargantuar)      | (imagem a ser incluída) | Zumbi enorme que redefine ataques de tubarão.                                                 |
| 13 | Prancha da Perdição Zumbô (Zombot Plank Walker) | (imagem a ser incluída) | A saqueadora de plantas do alto mar. Atira zumbinhos e apresenta grande resistência (Chefão). |
| 14 | Zumbi de Comício Pirata (Jolly Roger Zombie)    | (imagem a ser incluída) | Marca a chegada de muitos e muitos zumbis.                                                    |
| 15 | Zumbi Pelicano (Pelican Zombie)                 | (imagem a ser incluída) | O zumbi do pelicano atravessa a água sem prancha e sobrevoa as plantas baixas.                |
| 16 | Zumbi Cabeça de Barril (Barrelhead Zombie)      | (imagem a ser incluída) | O chapéu barril do Zumbi Cabeça de Barril fornece proteção aumentada.                         |

### Velho Oeste
No Velho Oeste, 16 zumbis podem ser vistos:
|    | Zumbi                                                 | Imagem                  | Efeito |
| 1  | Zumbi Cowboy (Cowboy Zombie)                          | (imagem a ser incluída) | Zumbi comum do Velho Oeste. |
| 2  | Cowboy Cabeça-de-Cone (Conehead Cowboy)               | (imagem a ser incluída) | O cone dá ao zumbi proteção extra.                                                                                                 |
| 3  | Cowboy Cabeça-de-Balde (Buckethead Cowboy)            | (imagem a ser incluída) | O balde dá uma grande proteção adicional ao zumbi.                                                                                 |
| 4  | Cowboy Porta-Bandeira (Flag Cowboy)                   | (imagem a ser incluída) | Anuncia a chegada de uma grande horda de zumbis empoeirados.                                                                       |
| 5  | Zumbi Prospector (Prospector Zombie)                  | (imagem a ser incluída) | Voa até o quadrado mais próximo da casa (na linha) quando sua dinamite explode e depois continua andando pelo sentido contrário.   |
| 6  | Zumbi do Poncho (Poncho Zombie)                       | (imagem a ser incluída) | Às vezes, possui uma blindagem escondida por baixo do poncho.                                                                      |
| 7  | Zumbi Pianista (Pianist Zombie)                       | (imagem a ser incluída) | Faz os zumbis mudarem de linha constantemente.                                                                                     |
| 8  | Zumbi Galinheiro (Chicken-Wrangler Zombie)            | (imagem a ser incluída) | Libera galinhas zumbis quando intensamente danificado.                                                                             |
| 9  | Galinha Zumbi (Zombie Chicken)                        | (imagem a ser incluída) | Uma vez solta no gramado, a galinha corre a toda velocidade para bicar seus miolos.                                                |
| 10 | Touro Zumbi (Bull-Rider Zombie)                       | (imagem a ser incluída) | Lança um zumbinho quando chega às suas defesas e depois continua normalmente.                                                      |
| 11 | Zumbinho Peão de Rodeio (Zombie Bull-Rider)           | (imagem a ser incluída) | Pequeno Zumbi Peão que sai correndo pelo gramado após ser arremessado.                                                             |
| 12 | Zumbi Devorador do Velho-Oeste (Wild West Gargantuar) | (imagem a ser incluída) | Zumbi enorme que esmaga plantas com um marcador de gado.                                                                           |
| 13 | Carroça de Guerra Zumbô (Zombot War Wagon)            | (imagem a ser incluída) | O invento da destruição de plantas dos matagais do oeste. Atira vários mísseis de uma vez e apresenta grande resistência (Chefão). |
| 14 | Zumbi de Comício do Oeste (Cowboy Rally Zombie)       | (imagem a ser incluída) | Marca a chegada de uma grande quantidade de zumbis.                                                                                |
| 15 | Zumbi Cabeça de Carrinho (Carthead Zombie)            | (imagem a ser incluída) | O capô em forma de carrinho do Zombie oferece proteção para a cabeça extra-com rodas.                                              |
| 16 | Zumbi Peão Lendário (Rodeo Legend Zombie)             | (imagem a ser incluída) | Esmaga uma planta e lança seu cavaleiro zumbi após a maioria de suas defesas.                                                      |

### Futuro Distante
No Futuro Distante, 16 zumbis podem ser vistos:
|    | Zumbi                                               | Imagem                  | Efeito |
| 1  | Zumbi do Futuro (Future Zombie)                     | (imagem a ser incluída) | Zumbi comum do Futuro. |
| 2  | Zumbi Cabeça-de-Cone do Futuro (Future Conehead)    | (imagem a ser incluída) | O cone dá ao zumbi proteção extra. |
| 3  | Zumbi Cabeça-de-Balde do Futuro (Future Buckethead) | (imagem a ser incluída) | O balde dá uma grande proteção adicional ao zumbi. |
| 4  | Zumbi Porta-Bandeira do Futuro (Future Flag Zombie) | (imagem a ser incluída) | Anuncia a chegada de uma grande horda tecnológica de zumbis.                                                                                                  |
| 5  | Zumbi de Escudo (Shield Zombie)                     | (imagem a ser incluída) | Cria um escudo que protege zumbis nas linhas adjacentes. |
| 6  | Zumbi Propulsado (Jetpack Zombie)                   | (imagem a ser incluída) | Voa por cima de qualquer planta, exceto plantas altas. |
| 7  | Zumbi Robô-Cone (Robo-Cone Zombie)                  | (imagem a ser incluída) | O cone robotizado dá uma proteção gigantesca ao zumbi. |
| 8  | Discotron 3000 (Disco-tron 3000)                    | (imagem a ser incluída) | Chama Zumbi Propulsado Dançarino |
| 9  | Zumbi Propulsado Dançarino (Jetpack Disco Zombie)   | (imagem a ser incluída) | Voa por cima de qualquer planta, exceto plantas altas. |
| 10 | Jogador de Futebol Robótico (Mecha-Football Zombie) | (imagem a ser incluída) | Empurra as suas plantas até bani-las do gramado. |
| 11 | Zumbinho Insetobô (Bug-Bot Imp)                     | (imagem a ser incluída) | Aterrissa em seu gramado e depois sai pulando. |
| 12 | Zumbi Devorador Primordial (Gargantuar Prime)       | (imagem a ser incluída) | Tem de tudo: Blindagem Pesada, Raios Laser, Braços Esmagadores e sistema de lançamento de Insetobôs.                                                          |
| 13 | Zumbô Amanhãtron (Zombot Tomorrow-Tron)             | (imagem a ser incluída) | A criação destruidora de quadrados do poder do Futuro Distante. Atira mísseis que destroem vários quadrados do poder e apresenta grande resistência (Chefão). |
| 14 | Zumbi Cabeça-Holográfica (Holo-Head Zombie)         | (imagem a ser incluída) | O campo de força fornece hiperproteção. |
| 15 | Zumbi de Comício Robótico (Robo-Rally Zombie)       | (imagem a ser incluída) | Marcam a chegada de um número acima da média de zumbis. |
| 16 | Zumbi Gramadonauta (Blastronaut Zombie)             | (imagem a ser incluída) | Flutua sobre todas as plantas, exceto as mais altas. |

### Idade das Trevas
No Idade das Trevas, 12 zumbis podem ser vistos:
|    | Zumbi                                             | Imagem                  | Efeito |
| 1  | Zumbi Camponês (Peasant Zombie)                   | (imagem a ser incluída) | Zumbi comum dos tempos sombrios.                                                                                             |
| 2  | Camponês Cabeça-de-Cone (Conehead Peasant)        | (imagem a ser incluída) | O cone dá ao zumbi proteção extra.                                                                                           |
| 3  | Camponês Cabeça-de-Balde (Buckethead Peasant)     | (imagem a ser incluída) | O balde dá uma grande proteção adicional ao zumbi.                                                                           |
| 4  | Camponês Porta-Bandeira (Flag Peasant)            | (imagem a ser incluída) | Anuncia a chegada de uma grande horda de zumbis sombrios.                                                                    |
| 5  | Zumbi Bobo (Jester Zombie)                        | (imagem a ser incluída) | Rebate projéteis. |
| 6  | Zumbi Bruxo (Wizard Zombie)                       | (imagem a ser incluída) | Transforma plantas em ovelhas.                                                                                               |
| 7  | Zumbi Cavaleiro (Knight Zombie)                   | (imagem a ser incluída) | O elmo de cavaleiro dá uma proteção gigantesca ao zumbi.                                                                     |
| 8  | Rei Zumbi (Zombie King)                           | (imagem a ser incluída) | Dá elmos de cavaleiro para os zumbis.                                                                                        |
| 9  | Zumbinho Monge (Monk Imp)                         | (imagem a ser incluída) | Pequeno zumbi das trevas que sai correndo pelo gramado.                                                                      |
| 10 | Zumbi Devorador das Trevas (Dark Ages Gargantuar) | (imagem a ser incluída) | Zumbi enorme que desce o martelo.                                                                                            |
| 11 | Zumbinho Dragão (Dragon Imp)                      | (imagem a ser incluída) | Pequeno zumbi imune ao poder do fogo.                                                                                        |
| 12 | Zumbô Dragão das Trevas (Zombot Dark Dragon)      | (imagem a ser incluída) | O grande desolador dos tempos de outrora. Bolas de Fogo que criam Zumbinhos Dragões e apresenta grande resistência (Chefão). |

### Praia de Boa Onda
Na Praia de Boa Onda, 14 zumbis podem ser vistos:
|    | Zumbi                                                 | Imagem                  | Efeito |
| 1  | Zumbi Topetutudo (Pompadour Zombie)                   | (imagem a ser incluída) | Zumbi praiano comum. |
| 2  | Topetudo Cabeça-de-Cone (Conehead Pompadour)          | (imagem a ser incluída) | O cone dá ao zumbi proteção extra. |
| 3  | Topetudo Cabeça-de-Balde (Buckethead Pompadour)       | (imagem a ser incluída) | O balde dá uma grande proteção adicional ao zumbi.                                                                                        |
| 4  | Zumbi de Bikini (Bikini Zombie)                       | (imagem a ser incluída) | Zumbi praiano comum. |
| 5  | Cabeça-de-Cone de Bikini (Conehead Bikini)            | (imagem a ser incluída) | O cone dá ao zumbi proteção extra. |
| 6  | Cabeça-de-Balde de Bikini (Buckethead Bikini)         | (imagem a ser incluída) | O balde dá uma grande proteção adicional ao zumbi.                                                                                        |
| 7  | Porta-Bandeira Praiano(Beach Flag Zombie)             | (imagem a ser incluída) | Anuncia a chegada de uma grande horda de zumbis praianos.                                                                                 |
| 8  | Zumbi de Snorkel (Snorkel Zombie)                     | (imagem a ser incluída) | Evita projéteis quando está na água. |
| 9  | Zumbi Surfista (Surfer Zombie)                        | (imagem a ser incluída) | É rápido na água e esmaga plantas com sua prancha.                                                                                        |
| 10 | Zumbi Pescador (Fisherman Zombie)                     | (imagem a ser incluída) | Puxa as suas plantas para longe da casa.                                                                                                  |
| 11 | Octozumbi (Octozombie)                                | (imagem a ser incluída) | Atira polvos que inutilizam as plantas.                                                                                                   |
| 12 | Zumbinha Sereia (Mermaid Imp)                         | (imagem a ser incluída) | Pequeno zumbi praiano que sai correndo pelo gramado.                                                                                      |
| 13 | Zumbi Devorador das Profundezas (Deep Sea Gargantuar) | (imagem a ser incluída) | Zumbi enorme que não tem vergonha de sua força.                                                                                           |
| 14 | Zumbô SubTubarãotrônico (Zombot Sharktronic Sub)      | (imagem a ser incluída) | A grande turbina da carnificina das profundezas abissais. Pode chamar tubarões que comem plantas e apresenta grande resistência (Chefão). |

### Cavernas da Geladura
Nas Cavernas da Geladura, 13 zumbis podem ser vistos:
|    | Zumbi                                                        | Imagem                  | Efeito |
| 1  | Zumbi das Cavernas (Cave Zombie)                             | (imagem a ser incluída) | Zumbi gelado comum.                                                                                             |
| 2  | Cabeça-de-Cone das Cavernas (Cave Conehead)                  | (imagem a ser incluída) | O cone dá ao zumbi proteção extra.                                                                              |
| 3  | Cabeça-de-Balde das Cavernas (Cave Buckethead)               | (imagem a ser incluída) | O balde dá uma grande proteção adicional ao zumbi.                                                              |
| 4  | Porta-Bandeira das Cavernas (Cave Flag Zombie)               | (imagem a ser incluída) | Anuncia a chegada de uma grande onda de zumbis gelados.                                                         |
| 5  | Zumbi Caçador (Hunter Zombie)                                | (imagem a ser incluída) | Dispara bolas de neve que congelam suas plantas.                                                                |
| 6  | Zumbinho Montador de Dodo (Dodo Rider Zombie)                | (imagem a ser incluída) | Voa por cima de blocos deslizantes e plantas.                                                                   |
| 7  | Zumbi Cabeça de Bloco (Block-Head Zombie)                    | (imagem a ser incluída) | O bloco de gelo dá uma proteção gigantesca ao zumbi.                                                            |
| 8  | Troglozumbi (Troglobite Zombie)                              | (imagem a ser incluída) | Empurra Blocos de Gelo com Zumbinhos Congelados.                                                                |
| 9  | Zumbi Acumuladora de Doninhas (Weasel Hoarder Zombie)        | (imagem a ser incluída) | Carrega um tronco e libera Doninhas Zumbis quando ele é destruído.                                              |
| 10 | Doninha da Neve (Snow Weasel)                                | (imagem a ser incluída) | Sai correndo e pulando até mesmo por cima das banquisas para mordiscar seus miolos.                             |
| 11 | Zumbinho Yeti (Yeti Imp)                                     | (imagem a ser incluída) | Pequeno zumbi peludo que sai correndo pelo gramado.                                                             |
| 12 | Preguiça Devoradora (Sloth Gargantuar)                       | (imagem a ser incluída) | Zumbi enorme que esmaga plantas e carrega uma praga de zumbinhos.                                               |
| 13 | Zumbô MasterMamute-10000 a.C. (Zombot TuskMaster-10000 B.C.) | (imagem a ser incluída) | O mamute Mecanizado que traz o frio do passado. Atira cristais de gelo e apresenta grande resistência (Chefão). |

### Cidade Perdida
Na Cidade Perdida, 13 zumbis podem ser vistos:
|    | Zumbi                                                   | Imagem                  | Efeito |
| 1  | Zumbi Aventureiro (Adventurer Zombie)                   | (imagem a ser incluída) | Zumbi arqueológico comum.                                                                                          |
| 2  | Aventureiro Cabeça-de-Cone (Conehead Adventurer)        | (imagem a ser incluída) | O cone dá ao zumbi proteção extra.                                                                                 |
| 3  | Aventureiro Cabeça-de-Balde (Buckethead Adventurer)     | (imagem a ser incluída) | O balde dá uma grande proteção adicional ao zumbi.                                                                 |
| 4  | Aventureiro Porta-Bandeira (Flag Adventurer)            | (imagem a ser incluída) | Anuncia a chegada de uma grande expedição de zumbis.                                                               |
| 5  | Zumbi Escavador (Excavator Zombie)                      | (imagem a ser incluída) | Arranca as suas plantas, levando-as para longe da sua casa.                                                        |
| 6  | Zumbi do Guarda-Sol (Parasol Zombie)                    | (imagem a ser incluída) | Imune a projéteis vindos de cima.                                                                                  |
| 7  | Zumbinseto (Zombug)                                     | (imagem a ser incluída) | Voa por cima de qualquer planta, exceto plantas altas.                                                             |
| 8  | Zumbinho Carregador (Imp Porter)                        | (imagem a ser incluída) | Carrega uma barraca que cria zumbis.                                                                               |
| 9  | Zumbi da Caveira de Turquesa (Turquoise Skull Zombie)   | (imagem a ser incluída) | Carrega uma caveira de turquesa que rouba sóis e atira um laser.                                                   |
| 10 | Zumbi Caçador de Relíquias (Relic Hunter Zombie)        | (imagem a ser incluída) | Pode se adiantar em 6 quadrados.                                                                                   |
| 11 | Zumbinho Explorador (Explorer Imp)                      | (imagem a ser incluída) | Pequeno zumbi arqueólogo que sai correndo pelo gramado.                                                            |
| 12 | Zumbi Devorador de Carga (Porter Gargantuar)            | (imagem a ser incluída) | Zumbi enorme que esmaga plantas com uma tocha e carrega zumbinhos.                                                 |
| 13 | Gôndola Aero-estática Zumbô (Zombot Aerostatic Gondola) | (imagem a ser incluída) | A fortaleza flutuante dos céus. Atira sacos de areia que ativa armadilhas e apresenta grande resistência (Chefão). |

### Turnê Idade da Juba
Na Turnê Idade da Juba, 14 zumbis podem ser vistos:
|    | Zumbi                                             | Imagem                  | Efeito |
| 1  | Zumbi Neon (Adventurer Zombie)                    | (imagem a ser incluída) | Zumbi baladeiro comum. |
| 2  | Cabeça-de-Cone Neon (Neon Conehead)               | (imagem a ser incluída) | O cone dá ao zumbi proteção extra. |
| 3  | Cabeça-de-Balde Neon (Neon Buckethead)            | (imagem a ser incluída) | O balde dá uma grande proteção adicional ao zumbi. |
| 4  | Porta-Bandeira Neon (Neon Flag Zombie)            | (imagem a ser incluída) | Anuncia a chegada de uma grande horda de zumbis baladeiros. |
| 5  | Zumbi Punk (Punk Zombie)                          | (imagem a ser incluída) | Chuta suas plantas para trás quando está ouvindo sua música favorita (Reage ao Punk Rock).                                                                     |
| 6  | Zumbi da Purpurina (Glitter Zombie)               | (imagem a ser incluída) | Protege zumbis quando está sentindo o Ritmo (Reage à Música Pop).                                                                                              |
| 7  | MC-ZumBi (MC-ZomB)                                | (imagem a ser incluída) | Esmaga plantas com o microfone quando está ouvindo suas rimas (Reage ao Rap).                                                                                  |
| 8  | Zumbi Breakdancer (Breakdancer Zombie)            | (imagem a ser incluída) | Arremessa zumbis para a frente quando sente o som do Rap (Reage ao Rap).                                                                                       |
| 9  | Zumbi 8-Bit (8-Bit Zombie)                        | (imagem a ser incluída) | Zumbi quadriculado comum. |
| 10 | Zumbi do Fliperama (Arcade Zombie)                | (imagem a ser incluída) | Empurra uma máquina de fliperama que cospe Zumbis 8-Bit quando está sob efeito da música correta (Reage à Música 8-Bit).                                       |
| 11 | Zumbi do Rádio (Boombox Zombie)                   | (imagem a ser incluída) | Muda a música para Balada e imobiliza plantas (Plantas rasteiras são exceção).                                                                                 |
| 12 | Zumbinho Punk (Impunk)                            | (imagem a ser incluída) | Pequeno zumbi punk que sai correndo pelo gramado. |
| 13 | Zumbi Devorador Metaleiro (Hair Metal Gargantuar) | (imagem a ser incluída) | Zumbi enorme que esmaga plantas e libera ondas sonoras quando sente o poder do Rock'n Roll (Reage ao Heavy Metal).                                             |
| 14 | Zumbô Multimistureba (Zombot Multi-Stage Masher)  | (imagem a ser incluída) | Uma mostra das mais recentes e dolorosas experiências do Dr. Zumbão. Atira caixas de som, muda as melodias do cenário e apresenta grande resistência (Chefão). |

### Pântano Jurássico
No Pântano Jurássico, 9 zumbis e 5 dinossauros podem ser vistos:

#### Zumbis
|    | Zumbi                                              | Imagem                  | Efeito |
| 1  | Zumbi Jurássico (Jurassic Zombie)                  | (imagem a ser incluída) | Zumbi comum da Idade da Pedra. |
| 2  | Cabeça-de-Cone Jurássico (Jurassic Conehead)       | (imagem a ser incluída) | O cone dá ao zumbi proteção extra. |
| 3  | Cabeça-de-Balde Jurássico (Jurassic Buckethead)    | (imagem a ser incluída) | O balde dá uma grande proteção adicional ao zumbi.                                                                                         |
| 4  | Porta-Bandeira Jurássico (Jurassic Flag Zombie)    | (imagem a ser incluída) | Anuncia a chegada de uma grande horda de zumbis jurássicos.                                                                                |
| 5  | Zumbi Cabeça de Fóssil (Fossilhead Zombie)         | (imagem a ser incluída) | O fóssil dá uma enorme proteção ao zumbi.                                                                                                  |
| 6  | Zumbi Brutão Jurássico (Jurassic Bully)            | (imagem a ser incluída) | Zumbi resistente que não pode ser empurrado.                                                                                               |
| 7  | Zumbinho Jurássico (Jurassic Imp)                  | (imagem a ser incluída) | Pequeno zumbi Jurássico que sai correndo pelo gramado.                                                                                     |
| 8  | Zumbi Devorador Jurássico (Jurassic Gargantuar)    | (imagem a ser incluída) | Zumbi enorme que esmaga plantas com um grande bastão de pedra.                                                                             |
| 9  | Mastodrônico Zumbô (Zombot Dinotronic Mechasaur)   | (imagem a ser incluída) | Os meios mecânicos da destruição dinossauresca. Atira mísseis, dispara lasers, invoca dinossauros e apresenta grande resistência (Chefão). |
| 10 | Zumbi de Comício Jurássico (Jurassic Rally Zombie) | (imagem a ser incluída) | Marca a chegada de um grande grupo de zumbis.                                                                                              |
| 11 | Zumbi Cabeça de Âmbar (Amberhead Zombie)           | (imagem a ser incluída) | A bola de âmbar fornece proteção reforçada.                                                                                                |
| 12 | Soca-Pedra Jurássico (Jurassic Rockpuncher)        | (imagem a ser incluída) | Bate nas plantas com pedras amarradas às mãos dele.                                                                                        |

#### Dinossauros
|   | Dinossauro                   | Imagem                  | Efeito                                                                                |
| 1 | Raptor (Raptor)              | (imagem a ser incluída) | Chuta os zumbis para frente.                                                          |
| 2 | Estegossauro (Stegosaurus)   | (imagem a ser incluída) | Joga os zumbis para diversos quadrados na quarta coluna (da direita para a esquerda). |
| 3 | Pterodáctilo (Pterodactyl)   | (imagem a ser incluída) | Leva os zumbis diretamente para perto da sua casa.                                    |
| 4 | Anquilossauro (Ankylosaurus) | (imagem a ser incluída) | Empurra os zumbis para a planta mais próxima e empurra plantas.                       |
| 5 | T-Rex (T-Rex)                | (imagem a ser incluída) | Aumenta a velocidade dos zumbis.                                                      |

### Vida Moderna
Na Vida Moderna, 11 zumbis podem ser vistos:

#### Tutorial
|   | Zumbi                                      | Imagem                  | Efeito                                                                          |
| 1 | Zumbi Básico (Basic Zombie)                | (imagem a ser incluída) | Zumbi de jardim comum.                                                          |
| 2 | Zumbi Cabeça-de-Cone (Conehead Zombie)     | (imagem a ser incluída) | O cone dá ao zumbi proteção extra.                                              |
| 3 | Zumbi Cabeça-de-Balde (Buckethead Zombie)  | (imagem a ser incluída) | O balde dá uma grande proteção adicional ao zumbi.                              |
| 4 | Zumbi Porta-Bandeira (Flag Zombie)         | (imagem a ser incluída) | Anuncia a chegada de uma grande horda de zumbis.                                |
| 5 | Zumbi Devorador (Gargantuar)               | (imagem a ser incluída) | Zumbi enorme que esmaga plantas e arremessa o Zumbinho quando muito danificado. |
| 6 | Zumbinho (Imp)                             | (imagem a ser incluída) | Zumbi pequeno que sai correndo pelo gramado após ser arremessado.               |
| 7 | Zumbi Devorador Envasado (Vase Gargantuar) | (imagem a ser incluída) | Zumbi enorme comprimido em um espaço pequeno.                                   |

#### Mundo
|   | Zumbi                                             | Imagem                  | Efeito                                                                                            |
| 1 | Zumbi Informado (Newspaper Zombie)                | (imagem a ser incluída) | Zumbi resistente que se torna mais rápido quando perde seu jornal.                                |
| 2 | Zumbalão (Baloon Zombie)                          | (imagem a ser incluída) | Voa por cima de plantas, pode perder o poder quando seu balão é estourado.                        |
| 3 | Zumbi All-Star (All-Star Zombie)                  | (imagem a ser incluída) | Corre rapidamente destruindo e empurrando plantas, perde o poder quando colide pela primeira vez. |
| 4 | Zumbinho Super Fã (Super Fan Imp)                 | (imagem a ser incluída) | Explode ao ser arremessado.                                                                       |
| 5 | Zumbi de Comício (Rally Zombie)                   | (imagem a ser incluída) | Marcam a chegada de um grande coágulo ou "monte" de zumbis.                                       |
| 6 | Zumbi Cabeça de Tijolo (Brickhead Zombie)         | (imagem a ser incluída) | A cabeça de tijolo fornece uma cabeça de tijolo completa.                                         |
| 7 | Zumbi de Edição Dominical (Sunday Edition Zombie) | (imagem a ser incluída) | O jornal protege zumbis, que ficam furiosos quando são destruídos.                                |

## Mentas Potentes
Mentas Potentes são plantas especiais que aumentam uma família de plantas específica. Eles não podem ser imitados ou afetados por outras balas. Eles também duram um tempo limitado antes de desaparecer, muito parecido com o Soprogumelo e com a pimenta-fantasma, mas muito mais curto.
Mentas Potentes só podem ser atualizados usando balas de hortelã para comprar seus pacotes de sementes na loja. Ao contrário de outras fábricas, a atualização de uma Menta Potente não requer o uso de moedas e pode ser atualizada gratuitamente. Balas pode ser obtido a partir da Arena, recompensas da Temporada da Arena, e de certas missões no Diário de viagem.
|    | Menta                            | Imagem                  | Efeito                                     |
| -- | -------------------------------- | ----------------------- | ------------------------------------------ |
| 1  | Envenena-Menta (Ail-mint)        | (imagem a ser incluída) | Reforça Plantas Venenosas                  |
| 2  | Dispara-menta (Appease-mint)     | (imagem a ser incluída) | Reforça Plantas de Disparo Linear          |
| 3  | Arma-menta (Arma-mint)           | (imagem a ser incluída) | Reforça Plantas-canhão e de disparo arcado |
| 4  | Bombardea-menta (Bombard-mint)   | (imagem a ser incluída) | Reforça Plantas Explosivas                 |
| 5  | Sombrea-menta (Conceal-mint)     | (imagem a ser incluída) | Reforça Plantas Sombrias                   |
| 6  | Refrea-menta (Contain-mint)      | (imagem a ser incluída) | Reforça Plantas de Desaceleração           |
| 7  | Encanta-Menta (Enchant-Mint)     | (imagem a ser incluída) | Reforça Plantas Mágicas                    |
| 8  | Surra-menta (Enforce-mint)       | (imagem a ser incluída) | Reforça Plants de Corpo a Corpo            |
| 9  | Esclareci-menta (Enlighten-mint) | (imagem a ser incluída) | Reforça Plantas Solares                    |
| 10 | Fila-menta (Fila-mint)           | (imagem a ser incluída) | Reforça Plantas Elétricas                  |
| 11 | Aqueci-menta (Pepper-mint)       | (imagem a ser incluída) | Reforça Plantas Flamejantes                |
| 12 | Endureci-menta (Reinforce-mint)  | (imagem a ser incluída) | Reforça Plantas Protetoras                 |
| 13 | Perfura-menta (Spear-mint)       | (imagem a ser incluída) | Reforça Plantas Perfurantes                |
| 14 | Resfria-menta (Winter-mint)      | (imagem a ser incluída) | Reforça Plantas Geladas                    |

## Arena
Arena (conhecida como Batalhaz até 7.5.1) é um modo de jogo jogador contra jogador em Plants vs. Zombies 2 que foi introduzido na atualização 6.6.1. Este modo é desbloqueado depois de obter o Mapa do Espaço-Tempo do Egito Antigo - Dia 1 e obter pelo menos seis plantas.

## Jogabilidade
Para iniciar uma partida, o jogador precisa usar uma manopla . Manoplas podem ser compradas com pedras preciosas . No entanto, a cada quatro horas, o jogador recebe uma jogada grátis. O jogador pode pressionar o botão 'JOGUE GRÁTIS', localizado à esquerda do botão Play, para assistir a um anúncio e obter uma manopla grátis. Até quatro Manoplas gratuitas por dia podem ser obtidas assistindo a anúncios.
Quando um oponente é encontrado, o jogador geralmente escolhe cinco plantas, com o primeiro espaço reservado para a planta da semana. Depois que as plantas são escolhidas, o jogador é colocado no formato Last Stand, depois da instalação, a "batalha" começa. O jogador ganha pontos com base na distância que os zumbis estão longe da casa e na saúde inicial. Os zumbis na zona amarela valem todo o seu potencial de pontos, enquanto os zumbis nas zonas vermelha, azul e marrom valem 60%, 40% e 20% do seu potencial, respectivamente. Os pontos também podem ser marcados removendo a maioria das formas de armadura através de qualquer método. Zumbis beneficiados pelo Cardio Zombie valem pontos extras. Destruindo lápides e as pranchas de surf também valem uma pequena quantidade de pontos.
Esse modo é baseado no tempo, e os zumbis têm muito mais vida, com ligas mais altas tendo ainda mais saúde. Os zumbis costumam sobreviver a várias mortes instantâneas. Os zumbis também comem significativamente mais rápido, fazendo com que a maioria das plantas seja consumida instantaneamente. Quanto mais rápido o jogador matar os zumbis, mais saúde eles terão. Ter uma planta não-defensiva sendo comida resultará em uma penalidade, fazendo com que a saúde dos zumbis seja reduzida e, portanto, reduzindo significativamente a pontuação que eles darão. Ter uma planta produtora de sol que seja comido ou lançar manualmente um Lawnmower irá resultar em uma pena grande, e se um zumbi ativa um cortador, isso irá resultar em uma pena enorme. Ganhar uma partida de Arena é conseguido com uma pontuação maior que a do seu oponente e concede ao jogador cinco coroas, ao passo que perder uma partida produz apenas uma coroa. A rendição contará como uma perda, mas não concederá coroas.
A maioria das atualizações do jogador (exceto recarga instantânea, primeiros socorros com porca de parede e inicialização do cortador) são removidas nesse modo. O jogador também não pode gastar 1000 moedas para comprar alimentos vegetais ou usar power-ups nesse modo.
À medida que o jogador vence as partidas, ele recebe recompensas de uma série de recompensas, encontrada no botão Play. As recompensas melhoram à medida que o jogador ganha mais partidas consecutivas. Se o jogador quebrar uma sequência, ele pode pagar 10 gemas para retê-lo, com o custo aumentando em dez gemas por retenção e limitando-o a 250 gemas. Se eles redefinirem sua raia, o custo para reter remonta a 10 gemas. A partir da nova atualização, após 7 vitórias consecutivas, as recompensas serão redefinidas.
| Liga    | 1             | 2       | 3                 | 4           | 5                     | 6       | 7                 |
| ------- | ------------- | ------- | ----------------- | ----------- | --------------------- | ------- | ----------------- |
| Jade    | Manopla Livre | 5 Mints | 3 Piñatas Premium | 3000 moedas | 3 Piñatas em destaque | 7 Mints | 5 Piñatas Premium |
| Ouro    | Manopla Livre | 4 Mints | 3 Piñatas Premium | 3000 moedas | 3 Piñatas em destaque | 6 Mints | 5 Piñatas Premium |
| Prata   | Manopla Livre | 4 Mints | 2 Piñatas Premium | 2000 moedas | 3 Piñatas em destaque | 6 Mints | 4 Piñatas Premium |
| Bronze  | Manopla Livre | 4 Mints | 2 Piñatas Premium | 2000 moedas | 2 Piñatas em destaque | 6 Mints | 4 Piñatas Premium |
| Ferro   | Manopla Livre | 3 Mints | 2 Piñatas Premium | 2000 moedas | 2 Piñatas em destaque | 5 Mints | 4 Piñatas Premium |
| Tijolo  | Manopla Livre | 3 Mints | 1 Piñata Premium  | 1000 moedas | 2 Piñata em destaque  | 5 Mints | 3 Piñatas Premium |
| Madeira | Manopla Livre | 3 Mints | 1 Piñata Premium  | 1000 moedas | 1 Piñata em destaque  | 5 Mints | 3 Piñatas Premium |
| Solo    | Manopla Livre | 2 Mints | 1 Piñata Premium  | 1000 moedas | 1 Piñata em destaque  | 4 Mints | 3 Piñatas Premium |

A cada semana, haverá um tipo diferente de torneio em que o jogador terá que competir. Cada tipo de torneio tem sua própria maneira de mudar a jogabilidade (a mudança pode ser bem menor, no entanto). Por exemplo, um torneio pode reduzir o tempo que leva para uma partida terminar. Também poderia ser bastante importante (por exemplo, de 17 de julho a 19 de julho de 2018, o torneio de tiro duplo da Grapeshot durou 2 dias e as recompensas foram drasticamente diminuídas).
Além disso, este modo também possui várias ligas diferentes; o jogador é promovido se colocar os 3 primeiros na liga, com um número de coroas mais alto do que todos, exceto dois ou menos outros jogadores na liga. Se eles forem colocados em um dos três últimos lugares, serão rebaixados para a liga anterior a esse (esse não é o caso nas ligas mais baixas, onde métodos especiais precisam ser rebaixados). Várias jóias, balas e moedas são recompensadas em promoções.
Observou-se que esse modo parece não ter um recurso de criação de partidas "real" que o emparelha com outro jogador de maneira justa. Houve relatos de pessoas que possuíam plantas de baixo nível ainda emparelhadas com uma pessoa com plantas de nível máximo ou plantas de alto nível. Os jogadores também podem ser emparelhados com bots que calculam apenas sua pontuação com base nos jogadores.
| Liga    | Mint Rewards | Gem Rewards | Coin Rewards |
| ------- | ------------ | ----------- | ------------ |
| Jade    | 120          | 270         | 9000         |
| Ouro    | 100          | 210         | 6000         |
| Prata   | 80           | 165         | 5400         |
| Bronze  | 60           | 132         | 4800         |
| Ferro   | 50.          | 108         | 4200         |
| Tijolo  | 40.          | 90          | 3600         |
| Madeira | 30           | 75          | 3000         |
| Solo    | 20           | 60          | 2400         |

## Lista de temporadas
As estações foram introduzidas pela primeira vez na atualização 7.3.1. Nas temporadas, os jogadores podiam obter recompensas depois de coletar as coroas de todos os torneios, como moedas, joias, piñata ou pacotes de sementes das plantas apresentadas. Cada temporada tem uma planta em destaque e também um novo torneio chamado Boosterama onde todas as plantas são aumentadas e no final de cada temporada, há um Torneio de Luta de Boss. A lista de temporadas está abaixo aqui:
| Número da temporada | Nome da temporada                                       | Planta em destaque                                   | Duração da temporada                           | Número de recompensas | Torneio que ocorreu nesta temporada |
| ------------------- | ------------------------------------------------------- | ---------------------------------------------------- | ---------------------------------------------- | --------------------- | --- |
| 1                   | Temporada de aniversárioz da Zumbi-soja                 | Zumbi-soja                                           | 30 de abril de 2019 - 28 de maio de 2019       | 8                     | - Torneio da Zumbi-soja - Torneio da Maçã-morteiro - Reforço Campeão da Maçã-morteiro - Torneio do Chicote de Wasabi - Zumbi-soja & Amigos VS Zumbão                                                                        |
| 2                   | Temporada do sonho de verão                             | Margatordoantes                                      | 28 de maio de 2019 - 24 de junho de 2019       | 10                    | - Torneio das Margatordoantes - Torneio da Noxplosiva - Reforço Campeão da Noxplosiva - Torneio da Bombarromã - Reforço Campeão da Bombarromã - Margatordoantes & Amigos VS Zumbão                                          |
| 3                   | Estação Solar da Esclareci-menta                        | Esclareci-menta                                      | 24 de junho de 2019 - 22 de julho de 2019      | 10                    | - Torneio da Esclareci-menta - Torneio da Rãgumelo - Reforço Campeão da Rãgumelo - Torneio do Tomate Solar - Reforço Campeão do Tomate Solar - Esclareci-menta & Amigos VS Zumbão                                           |
| 4                   | Temporada chocante da Eletrici-mélia                    | Eletrici-mélia                                       | 23 de julho de 2019 - 19 de agosto de 2019     | 10                    | - Torneio da Eletrici-mélia - Torneio do Lança-seiva - Reforço campeão do Lança-seiva - Torneio da Disparervilha Gosmenta - Reforço campeão da Disparervilha Gosmenta - Eletrici-mélia & Amigos VS Zumbão                   |
| 5                   | Temporada de grande crescimento da Trepadeira Explosiva | Trepadeira Explosiva                                 | 19 de agosto de 2019 - 16 de setembro de 2019  | 10                    | - Torneio da Trepadeira Explosiva - Torneio da Psicouve - Reforço campeão da Psicouve - Torneio da Estilinguervilha - Reforço campeão da Estilinguervilha - Torneio da Trepadeira Explosiva & Amigos VS Zumbão              |
| 6                   | Temporada de festa da Quibrabo                          | Quibrabo                                             | 16 de setembro de 2019 - 14 de outubro de 2019 | 10                    | - Torneio da Quibrabo - Torneio do Cacto - Reforço Campeão do Cacto - Torneio do Broto Dourado - Reforço Campeão do Broto Dourado - Quibrabo & Amigos VS Zumbão                                                             |
| 7                   | Temporada Abrasadora da Trepardente                     | Trepardente                                          | 14 de outubro de 2019 - 11 de novembro de 2019 | 10                    | - Torneio da Trepardente - Torneio do Lanterror - Reforço Campeão do Lanterror - Torneio da Pimenta-fantasma - Reforço Campeão da Pimenta-fantasma - Trepardente & Amigos VS Zumbão                                         |
| 8                   | Temporada de segurança da abóbora                       | Abóbora                                              | 11 de novembro de 2019 - 9 de dezembro de 2019 | 10                    | - Torneio da Abóbora - Torneio da Bruxavelã - Reforço Campeão da Bruxavelã - Torneio do Lírio-fertilizante - Reforço Campeão do Lírio-fertilizante - Abóbora & Amigos VS Zumbão                                             |
| 9                   | Temporada de fim de ano do Broto Gelado                 | Broto Gelado                                         | 9 de dezembro de 2019 - 6 de janeiro de 2020   | 10                    | - Torneio do Broto Gelado - Torneio do Boca-de-dragão Gelado - Reforço Campeão do Boca-de-dragão Gelado - Torneio da Viscoguete - Reforço Campeão da Viscoguete - Broto Gelado & Amigos VS Zumbão                           |
| 10                  | Última temporada do Ultomate                            | Ultomate                                             | 6 de janeiro de 2020 - 3 de fevereiro de 2020  | 10                    | - Torneio do Ultomate - Torneio da Carambola - Reforço Campeão da Carambola - Torneio do Tronco Flamejante - Reforço Campeão do Tronco Flamejante - Ultomate & Amigos VS Zumbão                                             |
| 11                  | Temporada sociável da Flor-coração                      | Flor-coração                                         | 3 de fevereiro de 2020 - 2 de março de 2020    | 10                    | - Torneio da Flor-coração - Torneio da Disparervilha Gosmenta - Reforço Campeão da Disparervilha Gosmenta - Torneio da Bombarromã - Reforço Campeão da Bombarromã - Flor-coração & Amigos VS Zumbão                         |
| 12                  | Temporada seletiva da Dardochofra                       | Dardochofra                                          | 2 de março de 2020 - 30 de março de 2020       | 10                    | - Torneio da Dardochofra - Torneio da Guilhotinervilha - Reforço Campeão da Guilhotinervilha - Torneio do Chicote de Wasabi - Reforço Campeão do Chicote de Wasabi - Dardochofra & Amigos VS Zumbão                         |
| 13                  | Torneio da Trepadeira Brilhante                         | Trepadeira Brilhante                                 | 30 de março de 2020 - 27 de abril de 2020      | 10                    | - Torneio da Trepadeira Brilhante - Torneio do Tomate Solar - Reforço Campeão do Tomate Solar - Torneio da Rãgumelo - Reforço Campeão da Rãgumelo - Trepadeira Brilhante & Amigos VS Zumbão                                 |
| 14                  | Temporada pegajosa da Nozclete                          | Nozclete                                             | 27 de abril de 2020 - 25 de maio de 2020       | 10                    | - Torneio da Nozclete - Torneio da Aloé - Reforço Campeão da Aloé - Torneio da Noxplosiva - Reforço Campeão da Noxplosiva - Nozclete & Amigos VS Zumbão                                                                     |
| 15                  | Temporada da Salsola Rolante                            | Salsola Rolante                                      | 25 de maio de 2020 - 22 de junho de 2020       | 10                    | - Torneio da Salsola Rolante - Torneio da Quibrabo - Reforço Campeão da Quibrabo - Torneio da Carnívora - Reforço Campeão da Carnívora - Salsola Rolante & Amigos VS Zumbão                                                 |
| 16                  | Temporada de explosão campeã                            | Zumbi-soja Trepadeira Explosiva Trepardente Ultomate | 22 de junho de 2020 - 20 de julho de 2020      | 10                    | - Torneio da Zumbi-soja - Reforço Campeão da Zumbi-soja - Torneio da Trepardente - Reforço Campeão da Trepardente - Torneio da Trepadeira Explosiva - Reforço Campeão da Trepadeira Explosiva - Ultomate & Amigos VS Zumbão |
| 17                  | Temporada Oleosa do Carfosso de Oliveira                | Carfosso de Oliveira                                 | 20 de julho de 2020 - 17 de agosto de 2020     | 10                    | - Torneio do Carfosso de Oliveira - Torneio do Lança-seiva - Reforço Campeão do Lança-seiva - Torneio das Margatordoantes - Reforço Campeão das Margatordoantes - Carfosso de Oliveira & Amigos VS Zumbão                   |
| 18                  | Temporada Roxa da Soprobola                             | Soprobola                                            | 17 de agosto de 2020 - 14 de setembro de 2020  | 10                    | - Torneio da Soprobola - Torneio da Disparervilha Gosmenta - Reforço Campeão da Disparervilha Gosmenta - Torneio da Flor-coração - Reforço Campeão da Flor-Coração - Soprobola & Amigos VS Zumbão                           |
| 19                  | Temporada Incendiária da Vinha Explosiva                | Vinha Explosiva                                      | 14 de setembro de 2020 - 12 de outubro de 2020 | 10                    | - Torneio da Vinha Explosiva - Torneio da Fugaíz - Reforço Campeão da Fugaíz - Torneio do Tiruvão - Reforço Campeão do Tiruvão - Vinha Explosiva & Amigos VS Zumbão                                                         |
| 20                  | Temporada Poderosa da Macabradâmia                      | Macabradâmia                                         | 12 de outubro de 2020 - 9 de novembro de 2020  | 10                    | - Torneio da Macabradâmia - Torneio da Disparervilha das Trevas - Reforço Campeão da Disparervilha das Trevas - Torneio da Amora Elétrica - Reforço Campeão da Amora Elétrica - Macabradâmia & Amigos VS Zumbão             |

## Perseguição da Penny
Perseguição da Penny é um modo de jogo em Plants vs. Zombies 2, que foi lançado junto com a atualização 7.9.1. É um modo de jogo que aparece entre os ícones Aventura e Arena.
Este modo requer que o jogador tenha combustível para poder jogar. O combustível pode ser comprado com pedras preciosas ou recarregado com o tempo. O combustível geralmente é no máximo 15, mas se você comprar mais, você pode passar de 15. O jogador também pode escolher assistir a anúncios para ganhar mais, isso dá 5 de combustível. Requer uma conexão de internet para jogar e pelo menos 15 plantas para desbloquear.
Em Perseguição da Penny, existem 3 dificuldades para escolher para um nível: Leve (fácil), Picante (médio) e Extra Quente (difícil). Para iniciar um nível, o jogador precisa de pelo menos 5 combustível. Uma vez carregado em um nível em qualquer dificuldade, o jogador pode selecionar Perks para usar no nível. O jogador pode escolher um benefício de graça, mas benefícios adicionais custarão joias para usar no nível (com 5 joias de custo para cada benefício). Jogar um nível requer 5 de combustível em qualquer dificuldade.
Dependendo da dificuldade, os zumbis disponíveis e os objetivos que o jogador pode cumprir podem mudar. Além disso, dificuldades mais difíceis podem tirar certos benefícios e os zumbis têm uma saúde mais forte e uma taxa de alimentação mais rápida do que o normal. O nível de dificuldade também pode diminuir o número de cortadores de grama, o número de slots de sementes, quantas vezes o sol cai do céu, quanto sol você começa dentro de um nível, a quantidade de alimentos vegetais que você começa dentro de um nível, a quantidade máxima de sol que você pode acumular e o tempo de preparação antes do início da primeira onda. Depois que o jogador seleciona seu nível, dificuldade e vantagens para o nível, ele é capaz de jogar níveis que estão em estilos diferentes: ataques normais de zumbis, níveis de estilo Arena, níveis de Última Resistência, níveis cronometrados e minijogos. Existem também objetivos de bônus que o jogador pode completar para atualizar suas vantagens. Assim que um nível for concluído, o jogador pode receber recompensas e pontos ZPS, que são usados para abastecer um medidor para lutar contra o Dr. Zomboss e um Zombot específico, que será indicado na parte de trás do mapa através de um pódio do mundo.
Níveis de dificuldade suaves (fáceis) preenchem seu ZPS em 20%, níveis de dificuldade picantes (médios) em 25%, e níveis de dificuldade extra quentes (difíceis) em 30%. Quando seu medidor de combustível atingir 100%, você pode lutar contra Dr. Zumbão (a menos que você já tenha lutado com ele hoje, nesse caso, você deve esperar até o dia seguinte) até 3 vezes para ter uma chance de reivindicar recompensas. Qualquer excesso de ZPS continua até o dia seguinte após você ter lutado com o Dr. Zumbão 3 vezes. O ZPS não aumentará se você tentar ganhar mais depois de atingir 100% (ou mais).
Existem diferentes tipos de eventos da Perseguição da Penny: eventos regulares que têm 5 níveis, cada um variando de um mundo aleatório e dura 1 semana, eventos especiais que duram 2 semanas e têm 10 níveis, cada um variando de um mundo aleatório, bem como às vezes adicionando zumbis de eventos e eventos mundanos que duram cerca de três semanas a um mês e geralmente consistem em todos os níveis de um mundo, exceto a batalha de zumbis. A quantidade de recompensas que você recebe também varia:
Em eventos regulares, você recebe 3 tipos de recompensas após a conclusão de um nível:
A. Moedas (alcançadas apenas ao completar níveis suaves)
B. Pacote de sementes para a planta do evento desta semana (pode ser 5, 10 ou 15 e obtido por picante ou superquente)
C. Joias (4 e podem ser alcançadas ganhando níveis picantes ou extravagantes) Em eventos especiais, as recompensas são as mesmas, mas a partir do nível 6 todas as recompensas voltam ao que era para o nível 1. Em eventos mundanos, o pacote de sementes recompensa as mudanças de uma planta para outra dependendo de quantas plantas e quantos níveis são apresentados.
| Nome do evento                        | Cronograma                                        | Grande Prêmio do Zumbão                        | Zumbô em destaque           | Novo (s) zumbi (s) | Tipo de evento  |
| ------------------------------------- | ------------------------------------------------- | ---------------------------------------------- | --------------------------- | --- | --------------- |
| Roma invade! (Apenas lançamento Beta) | 7 de fevereiro de 2020 - 12 de fevereiro de 2020  | N/A                                            | Dragão das Trevas Zumbô     | - Zumbi Romano - Zumbi Cabeça-de-cone Romano - Zumbi Cabeça-de-balde Romano - Zumbi Bandeira Romano - Zumbi Escudo Romano - Zumbinho Leão | Evento regular  |
| Roamin' Romans (Soft release only)    | 12 de fevereiro de 2020 - 19 de fevereiro de 2020 | N/A                                            | Dragão das Trevas Zumbô     | N/A | Evento regular  |
| Rome, Rome on the Range               | 19 de fevereiro de 2020 - 26 de fevereiro de 2020 | Tamâramante                                    | Dragão das Trevas Zumbô     | Devorador Gladiador | Evento regular  |
| Iron Age Antics                       | 26 de fevereiro de 2020 - 4 de março de 2020      | Noxplosiva                                     | Zumbô Amanhãtron            | Zumbi Curandeiro | Evento regular  |
| Imperial Entanglements                | 4 de março de 2020 - 18 de março de 2020          | Carambola                                      | Prancha da Perdição Zumbô   | Zumbi Centurião | Evento especial |
| Vidi, Vici, BRAINZ!                   | 18 de março de 2020 - 25 de março de 2020         | Tomate Solar                                   | Carroça de Guerra Zumbô     | Zumbi Cabeça-de-estátua | Evento regular  |
| Plants vs. Romans                     | 25 de março de 2020 - 1 de abril de 2020          | Bombarromã                                     | Mastodrônico Zumbô          | Zumbi Zcorpião | Evento regular  |
| Legions of the Undead                 | 1 de abril de 2020 - 15 de abril de 2020          | Dente-de-leão                                  | Esfingenadora Zumbô         | N/A | Evento especial |
| Here Come Some Roman Zombies!         | 15 de abril de 2020 - 22 de abril de 2020         | Carnívora                                      | Gôndola Aerostática Zumbô   | N/A | Evento regular  |
| Rome Sweet Rome                       | 22 de abril de 2020 - 29 de abril de 2020         | Hulkiwi                                        | Zumbô Mastermute 10.000 A.C | N/A | Evento regular  |
| Divide by Nero                        | 29 de abril de 2020 - 6 de maio de 2020           | Disparervilha das Trevas                       | Dragão das Trevas Zumbô     | N/A | Evento regular  |
| Are You Not Entertained?!             | 6 de maio de 2020 - 13 de maio de 2020            | Aloé                                           | Prancha da Perdição Zumbô   | N/A | Evento regular  |
| Romeward Bound                        | 13 de maio de 2020 - 20 de maio de 2020           | Noxplosiva                                     | Carroça de Guerra Zumbô     | N/A | Evento regular  |
| Back to Far Future                    | 20 de maio de 2020 - 17 de junho de 2020          | Tronco Flamejante Carnívora Lanterror Quibrabo | Zumbô Amanhãtron            | N/A | Evento mundano  |
| Bad Hair Day                          | 17 de junho de 2020 - 24 de junho de 2020         | Margatordoantes                                | Mastodrônico Zumbô          | Zumbi Medusa | Evento regular  |
| Caesar vs Salad                       | 24 de junho de 2020 - 1 de julho de 2020          | Zumbi-soja                                     | Esfingenadora Zumbô         | Zumbi Caesar Romano | Evento regular  |
| Darker Ages                           | 1 de julho de 2020 - 22 de julho de 2020          | Trepardente Trepadeira Explosiva Ultomate      | Dragão das Trevas Zumbô     | N/A | Evento mundano  |
| Column Like You See 'Em               | 22 de julho de 2020 - 29 de julho de 2020         | Lírio-fertilizante                             | Zumbô Mastermute 10.000 A.C | N/A | Evento regular  |
| Later, Gladiator                      | 29 de julho de 2020 - 5 de agosto de 2020         | Lança-seiva                                    | Gôndola Aerostática Zumbô   | N/A | Evento regular  |
| Ciao Time                             | 5 de agosto de 2020 - 12 de agosto de 2020        | Margatordoantes                                | Zumbô Amanhãtron            | N/A | Evento regular  |
| Plunder the Pirate Seas               | 12 de agosto de 2020 - 2 de setembro de 2020      | Maçã-morteiro Disparervilha Gosmenta Abóbora   | Prancha da Perdição Zumbô   | N/A | Evento mundano  |
| ZCorp Incorporated, Inc.              | 2 de setembro de 2020 - 9 de setembro de 2020     | Flor-coração                                   | Carroça de Guerra Zumbô     | - Devoradozumbinho Jurídico - Zumbinho Devorador Diretor - Nova Contratação da ZCorp - Empreiteira da ZCorp - Cabeça-de-Cone da ZCorp - Cabeça-de-Balde da ZCorp - Empreiteira Cabeça-de-Cone da ZCorp - Empreiteira Cabeça-de-Balde da ZCorp | Evento regular  |
| ZCorp is Hiring!                      | 9 de setembro de 2020 - 16 de setembro de 2020    | Nozclete                                       | Mastodrônico Zumbô          | N/A | Evento regular  |
| Promoting Zynergy                     | 16 de setembro de 2020 - 23 de setembro de 2020   | Tamâramante                                    | Esfingenadora Zumbô         | N/A | Evento regular  |
| Stalk Options                         | 23 de setembro de 2020 - 30 de setembro de 2020   | Fugaíz                                         | Dragão das Trevas Zumbô     | N/A | Evento regular  |
| Lost City of Doom                     | 30 de setembro de 2020 - 21 de outubro de 2020    | Tiruvão Boca-de-dragão Gelado Bruxavelã        | Gôndola Aerostática Zumbô   | N/A | Evento mundano  |
| Big Little Liars                      | 21 de outubro de 2020 - 28 de outubro de 2020     | Disparervilha das Trevas                       | Zumbô Mastermute 10.000 A.C | N/A | Evento regular  |
| Exec VP of ABCDEFG                    | 28 de outubro de 2020 - 4 de novembro de 2020     | Amora Elétrica                                 | Zumbô Amanhãtron            | N/A | Evento regular  |

## Elementos exclusivos da Versão Chinesa
O jogo conta com uma versão para usuários da República Popular da China. Essa possui 4 mundos exclusivos, 31 novas plantas e 49 novos zumbis. Essa versão do jogo, no entanto, não possui os mesmos elementos da versão internacional.

### Mundos exclusivos
Na versão chinesa, 4 mundos novos estão disponíveis:

#### Mundo do Kung-Fu
O mundo se passa na China em 1673, durante a Dinastia Manchu. Possui 30 níveis e zumbis inspirados em monges e lutadores de Kung-Fu.

#### Cidade no Céu
Este é um vasto céu infinito. Nuvens lá são preenchidas com relâmpagos perigosos. Zumbis estão dirigindo todos os tipos de armas mortais. Você vai conhecer um desafio sem precedentes.. Essa é a sinopse do mundo. É ambientado nos céus (possivelmente durante a Segunda Guerra Mundial ou em um futuro próximo), possui 25 níveis e zumbis baseados em pilotos.
Idade do Vapor
Este mundo parece ocorrer no final do século 19 em Londres, Inglaterra, onde existem fábricas na cidade que consertam máquinas, além de trens e geradores. Também pode ocorrer durante o tempo da Revolução Industrial ou perto da Primeira Guerra Mundial, onde as armas parecem estar mais avançadas devido à evolução da engenharia. Como Cidade Perdida, pode ter ocorrido durante a Era Vitoriana devido ao cenário desta (por exemplo, a Tower Bridge atravessando o rio Tamisa ao fundo do gramado) e aos dois mundos que contêm zumbis de aparência britânica.
Idade da Renascença
Como o próprio nome diz, a Era da Renascença ocorre durante o período da Renascença , onde a redescoberta da filosofia clássica, literatura e arte é promovida. Com base na localização vista no lado direito do gramado, é provável que a Idade da Renascença ocorra em Veneza, Itália.

### Plantas exclusivas
Na versão chinesa, 27 plantas novas estão disponíveis.

#### Praia da Boa Onda
Na Praia da Boa Onda, 2 plantas podem ser desbloqueadas:
| Planta                      | Imagem                  | Efeito                                                                            |
| --------------------------- | ----------------------- | --------------------------------------------------------------------------------- |
| Limão Ácido (Acidic Citrus) | (imagem a ser incluída) | O ácido cítrico causa dano extra à armadura de metal.                             |
| Lótus Pequeno (Lotuspot)    | (imagem a ser incluída) | Lótus Pequeno atira sementes em zumbis, ele é mais forte na água do que na terra. |

#### Cavernas da Geladura
Nas Cavernas da Geladura, 2 plantas podem ser desbloqueadas:
| Planta                        | Imagem                  | Efeito                                                         |
| ----------------------------- | ----------------------- | -------------------------------------------------------------- |
| Raflésia (Rafflesia)          | (imagem a ser incluída) | Ataques enquanto escondido atrás dos zumbis.                   |
| Bolota de Tornado (Tornacorn) | (imagem a ser incluída) | Ataca uma fileira de zumbis na frente e explode a Morsa Zumbi. |

#### Mundo do Kung-Fu
No Mundo do Kung-Fu, 4 plantas podem ser desbloqueadas:
|   | Planta                           | Imagem                  | Efeito                                                                                              |
| 1 | Broto-de-Bambu (Bamboo Shoot)    | (imagem a ser incluída) | Espeta zumbis que estão à frente.                                                                   |
| 2 | Cabaça de Fogo (Fire Gourd)      | (imagem a ser incluída) | Toque para fazer a Cabaça de Fogo cuspir fogo nos zumbis.                                           |
| 3 | Rabanete-Branco (White Radish)   | (imagem a ser incluída) | Protege outras plantas dos zumbis, buracos negros e outras forças que puxem as plantas para frente. |
| 4 | Pêssego Celeste (Heavenly Peach) | (imagem a ser incluída) | Cura as suas plantas.                                                                               |

#### Cidade do Céu
Na Cidade do Céu, 7 plantas podem ser desbloqueadas:
|   | Planta                       | Imagem                  | Efeito                                                                   |
| 1 | Nespereira (Cycloque)        | (imagem a ser incluída) | Atrai vários zumbis para o local onde está plantado e depois desaparece. |
| 2 | Disco-Voador (Saucer Squash) | (imagem a ser incluída) | Atordoa um zumbi e vai embora depois de um tempo.                        |
| 3 | Antúrio (Ampthurium)         | (imagem a ser incluída) | Atira esferas eletrificadas e absorve relâmpagos.                        |
| 4 | Aspargo (Aspiragus)          | (imagem a ser incluída) | Atira em zumbis nas linhas adjacentes.                                   |
| 5 | Abacaxi (Spinnapple)         | (imagem a ser incluída) | Protege outras plantas dos zumbis e rebate projéteis.                    |
| 6 | Feijão-Fava (Board Beans)    | (imagem a ser incluída) | Derrota 3 zumbis a cada minuto.                                          |
| 7 | Físalis (Lantern Cherry)     | (imagem a ser incluída) | Revela zumbis invisíveis.                                                |

#### Idade das Trevas
Essa versão do jogo inclui 5 plantas nesse mundo:
|   | Planta                         | Imagem                  | Efeito                                                                |
| 1 | Feijão de Café (Coffee Bean)   | (imagem a ser incluída) | Acorda plantas adormecidas.                                           |
| 2 | Carvalho Arqueiro (Oak Archer) | (imagem a ser incluída) | Atira flechas nos zumbis.                                             |
| 3 | Planterna (Plantern)           | (imagem a ser incluída) | Elimina neblina e descobre zumbis invisíveis.                         |
| 4 | Congelogumelo (Freeze-Shroom)  | (imagem a ser incluída) | Cresce aumentando o dano causado aos zumbis com o tempo e atordoa-os. |
| 5 | Fogumelo (Flame-Shroom)        | (imagem a ser incluída) | Cresce aumentando o dano causado aos zumbis com o tempo.              |

Idade do Vapor
essa versão do jogo inclui 6 plantas nesse mundo
|   | Planta                              | Imagem                  | Efeito |
| - | ----------------------------------- | ----------------------- | --- |
| 1 | Cogumeliso (Flat-shroom)            | (imagem a ser incluída) | Cogumelos planos só podem ser plantados no esgoto sem uma tampa de bueiro, tornando-o incapaz de liberar vapor tóxico por um tempo e podem ser destruídos pelos zumbis no esgoto. |
| 2 | Passiflora (Passionflower)          | (imagem a ser incluída) | Lança artes que atacam os zumbis mais próximos e causam danos contínuos aos zumbis em seu alcance.                                                                                |
| 3 | Raiz de Lótus (Lotus Root)          | (imagem a ser incluída) | Atira gotículas de água para atacar, pode absorver vapor tóxico para causar danos adicionais.                                                                                     |
| 4 | Fanilla (Fanilla)                   | (imagem a ser incluída) | Pode explodir o guarda-chuva do zumbi cavalheiro. |
| 5 | Lírio da Alquimia (Lily of Alchemy) | (imagem a ser incluída) | Pode causar danos aos zumbis em seu alcance de ataque com efeitos de envenenamento.                                                                                               |
| 6 | Lança-bagas (Berry Blaster)         | (imagem a ser incluída) | Lança uma granada que danifica zumbis em um ladrilho. |

Idade da Renascença
Essa versão do jogo inclui 5 plantas nesse mundo:
|   | Planta                                   | Imagem                  | Efeito                                                                                                |
| - | ---------------------------------------- | ----------------------- | --- |
| 1 | Zorrose (Rose Swordsman)                 | (imagem a ser incluída) | Ataques se aproximando de zumbis e lança um forte ataque à sua baixa vida.                            |
| 2 | Kinnikannon (Bear Berry Carronade)       | (imagem a ser incluída) | Lança um shell Bearberry rolante para atacar uma fileira de zumbis.                                   |
| 3 | Protetor de cera (Wax Guard)             | (imagem a ser incluída) | Pressiona os ladrilhos da Roda Vitruviana, salta zumbis quando está com raiva.                        |
| 4 | Azeite (Oil Olive)                       | (imagem a ser incluída) | Pode escorregar nos zumbis de balé, o óleo pode acender quando os ataques de plantas de fogo o tocam. |
| 5 | Ruby Shooter (Ruby Merchant Pomegranate) | (imagem a ser incluída) | Rubis podem saltar aleatoriamente depois de atingir um zumbi.                                         |